# Aerojet MQM-58
Die Aerojet MQM-58A war ein unbemannter Flugkörper, der für unterschiedliche Verwendungen in den 1960er Jahren eingesetzt wurde. Hersteller war das US-amerikanische Unternehmen Aerojet-General Corporation, damals eine Tochtergesellschaft der General Tire & Rubber Company.

## Geschichte
Die Entwicklung der MQM-58 fand auf der Grundlage eines Vertrags mit dem US Army Signal Corps und in enger Zusammenarbeit mit dem Army Electronic Proving Ground statt. Aerojet erlangte den Vertrag durch den Kauf einer Abteilung der Rheem Manufacturing Company im Jahre 1959. Der Erstflug des Prototyps erfolgte im Juli 1958. Nach eingehenden vergleichenden Flugversuchen wurde 1959 die MQM-58A (bis Juni 1963 als SD-2 bezeichnet) von der US Army als Träger verschiedener Sensor-Systeme ausgewählt. Das erste Exemplar der verbesserten Serienversion mit einem verlängerten Rumpf startete zum ersten Mal am 19. April 1960. 

## Konstruktion
Die MQM-58 war ein freitragender Schulterdecker mit einem NACA 65-A412 Tragflächenprofil. Die Tragflächen besaßen weder eine V-Stellung noch einen Einstellwinkel. Der Rumpf in Halbschalenbauweise bestand aus Magnesium, Aluminium und Glasfaserverbundstoffen. 
Das V-Leitwerk mit einem Aufspannwinkel von 90° war ebenfalls aus Magnesium und Aluminium aufgebaut. Die Bergung des Flugkörpers erfolgte durch einen Zweistufen-Fallschirm mit einem Durchmesser von 20,51 m.
Gestartet wurde die MQM-58 von einem 2-1/2-t-Army-LKW, wobei zwei abwerfbare Feststoffraketen-Booster eingesetzt wurden. Die Flugsteuerung wurde mit einem ITT-Funksystem, das von drei Personen bedient wurde, durchgeführt. Zusätzlich stand noch ein Programmspezialist (Programmierer?) zur Verfügung.
Klappen an der Unterseite des Flugkörpers erlaubten den Einbau so unterschiedlicher militärischer Ausrüstung wie Fotoübertragungseinrichtungen, Seitensichtradar, Infrarot-Überwachungssysteme und auch eine 70-mm-Kameraausrüstung. Es waren aber auch Einsätze  für das US Army Chemical Corps zum Verbreiten von biologischen oder chemischen Kampfstoffen möglich. Da ebenfalls auch Flares zur Beleuchtung eingesetzt wurden, konnten auch fotografische Nachteinsätze durchgeführt werden.

## Technische Daten
| Kenngröße                      | Daten                                                                                                |
| ------------------------------ | --- |
| Länge                          | 4,90 m                                                                                               |
| Spannweite                     | 4,06 m                                                                                               |
| Höhe                           | 1,09 m                                                                                               |
| Flügelfläche                   | 2,58 m²                                                                                              |
| Flügelstreckung                | 6,4                                                                                                  |
| Volumen des Nutzlastschachts   | 0,15 m³                                                                                              |
| Militärische Nutzlast          | 106 kg                                                                                               |
| Leermasse                      | 450 kg (ausgerüstet)                                                                                 |
| max. Startmasse (ohne Booster) | 510 kg                                                                                               |
| max. Startmasse                | 605 kg                                                                                               |
| Höchstgeschwindigkeit          | 556 km/h                                                                                             |
| Dienstgipfelhöhe               | 6100 m                                                                                               |
| Einsatzradius                  | 185 km                                                                                               |
| Einsatzdauer                   | 45 min                                                                                               |
| Triebwerke                     | 1 × Lycoming IMO-360-BIB 4-Zylinder luftgekühlter Boxermotor mit 225 PS (165 kW), Hartzell Propeller |